# Sengge Rinchen
 (octobre 2015).
Si vous disposez d'ouvrages ou d'articles de référence ou si vous connaissez des sites web de qualité traitant du thème abordé ici, merci de compléter l'article en donnant les références utiles à sa vérifiabilité et en les liant à la section « Notes et références ».
Sengge Rinchen, aussi connu sous le nom de Senggelinqin (僧格林沁, en mongol bitchig : ᠰᠡᠩᠭᠡᠷᠢᠨᠼᠡᠨ et en tibétain : སེང་གེ་རིན་ཆེན།), né en 1811 et mort le 19 mai 1865, est un mongol, général de l'armée chinoise des Qing, connu principalement pour son rôle durant la Seconde guerre de l'opium et pour avoir arrêté les révoltes des Taiping et des Nian.
En 1825, il hérite du titre de « Prince impérial de second rang » (郡王, jùnwáng) de la part de son père adoptif, Sodnamdorji (Содномдорж, 索特納木多布濟), sous le règne de l'empereur Daoguang.

## Biographie

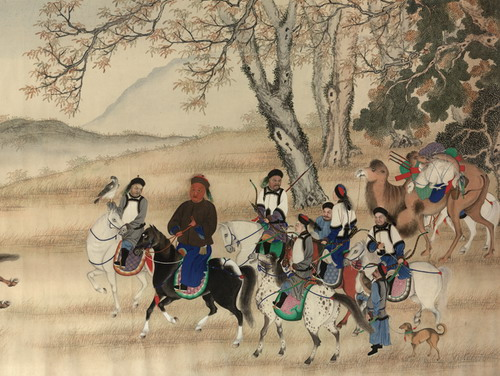
Sengge Rinchen à la chasse

### Naissance
Sengge Rinchen et né dans la Bannière arrière gauche de Horqin, en Mongolie-Intérieure, et appartient au clan Borjigin. Il serait descendant masculin de la 26e génération de Khasar, frère cadet de Gengis Khan. 
Son nom, Sengge Rinchen, se compose des mots tibétains voulant dire « lion » (tibétain : སེང་གེ་, Wylie : Sengge) et « trésor » (tibétain : རིན་ཆེན, Wylie : Rinchen).

### Carrière militaire
En 1853, Sengge Rinchen met fin à la révolte des Taiping, et s'empare d'un de leurs chefs, Li Kaifang (zh) (李开芳). En 1855, en reconnaissance de ces hauts faits, il est élevé au rang de « Prince de premier rang ».
Quatre ans plus tard, lors de la Seconde guerre de l'opium, il est nommé Commissaire impérial et est chargé de diriger la campagne militaire contre l'invasion britannique et française.
Le 21 août 1860, il est vaincu par les britanniques et les français  aux forts de Taku.
Le 21 septembre 1860 à Baliqiao (Palikao), son armée perd 25 000 hommes sur les 30 000 qu'elle comptait ; le gouvernement Qing lui retire alors son commandement pour l'envoyer lutter contre la Révolte des Nian.
Le 19 mai 1865, Sengge Rinchen tombe dans une embuscade tendue par un groupe de rebelles Nian et est tué. 

### Reconnaissance posthume
Après sa mort, la cour impériale canonisa Sengge Rinchen en reconnaissance de ses actes au service de la dynastie Qing, et fit de son rang de Prince impérial un titre héréditaire sous le nom du « prince loyal » (忠亲王, zhōngqīnwáng). 
En 1889, l'impératrice douairière Cixi ordonne qu'un sanctuaire soit érigé à sa mémoire sous le nom de Xianzhongci (chinois : 显忠祠 ; pinyin : xiǎnzhōngcí), que l'on peut encore voir dans le quartier de Dongcheng à Pékin.
Dans les ouvrages historiques officiels de la République populaire de Chine, l'attitude loyaliste de Sengge Rinchen vis-à-vis de la dynastie des Qing est interprétée comme étant l'expression de son patriotisme chinois, et, en 1955, le gouvernement local de Tongliao, en Mongolie intérieure, a ouvert un musée du souvenir en l'honneur de Sengge Rinchen. En Mongolie extérieure cependant, les historiens tendent à émettre un avis moins favorable au vu de son étroite association avec la Chine[réf. nécessaire].